# Новосельцево (Мордовия)
Новосельцево — село в составе Кочкуровского сельского поселения в Кочкуровском районе республики Мордовия.

## География
Находится на расстоянии примерно 2 километра по прямой на запад от районного центра села Кочкурово.

## История
Село известно с XVIII века, название по фамилии владельцев. В 1869 году учтено как владельческое село Саранского уезда из 126 дворов. В начале XX века проживало 1250 человек. В селе имеются руины Николаевской церкви, построенной в 1808 году.

## Население
Постоянное население составляло 11 человек (русские 100 %) в 2002 году, 6 в 2010 году.